# Cladophora
Cladophora é um gênero de Ulvophyceae (algas verdes) filamentosas reticuladas. O gênero  Cladophora contém grande número de espécies difíceis de diferenciar e classificar, principalmente devido à sua grande diversidade de aparência, afetada pela fase evolutiva, meio ambiente. Ao contrário de  Spirogyra os filamentos de Cladophora ramificam-se e não sofrem conjugação. Seu ciclo de vida tem dois estágios multicelulares - um gametófito haplóide e um esporófito diplóide - os quais são semelhantes. A única maneira de diferenciar os dois estágios entre si é contar seus cromossomos, ou examinar suas células germinativas. O gametófito haplóide produz gametas haplóides por mitose e o esporófito diplóide produz esporos por meiose. A única diferença visível entre os gametas e esporos de Cladophora é que os gametas tem dois flagelos, enquanto os esporos tem quatro. As espécies de Cladophora podem se tornar problemáticas ao alterar as condições bênticas, principalmente devido à sobrecarga antropogênica de fósforo.

## Diversidade
As espécies do gênero incluem:
- Cladophora aegagropila - reclassificada como Aegagropila linnaei.
- Cladophora albida
- Cladophora aokii
- Cladophora brasiliana
- Cladophora catenata
- Cladophora coelothrix
- Cladophora columbiana
- Cladophora crispata
- Cladophora dalmatica
- Cladophora fracta
- Cladophora glomerata
- Cladophora graminea
- Cladophora montagneana
- Cladophora ordinata
- Cladophora prolifera
- Cladophora rivularis
- Cladophora rupestris
- Cladophora scopaeformis
- Cladophora sericea
- Cladophora vagabunda